# Testosteron
Testosteronul este principalul hormon masculin. Acesta permite apariția caracterelor masculine la oameni și animale, fiind produs de testicule.

## Structura chimică
Este o substanță derivată de la colesterol.

## Producerea în corpul uman
Testosteronul este produs în principal (95%) de celulele Leydig din testicule, în urma stimulării de către hormonul luteinizant. Deși secreția hormonului începe în timpul vieții intrauterine (producerea acestuia fiind esențială pentru apariția sexului la făt), la naștere încetează producerea acestuia, pentru ca la pubertate să reînceapă secreția acestuia.
Și femeile produc testosteron în ovare sau glandele suprarenale. Testosteronul este un derivat al colesterolului. Femeia produce testosteron și prin conversie periferică din țesut. Aceasta este sursa principală de testosteron a femeii la menopauză. Dacă se ia în considerare ansamblul surselor de testosteron la femeie, luând în calcul și conversia periferică, se estimează că producția de testosteron la femeie este de circa 60 % din testosteronul produs de bărbat.

## Testosteronul din sursă externă (injecții, pastile, gel etc.)
Testosteronul din sursă externă (injecții, pastile, gel etc.) are efect anti-oboseală, ajută la scăderea masei corporale prin stimularea masei musculare/arderea țesutului adipos, crește apetitul sexual și îmbunătățește starea mentală (semnificativ în cazul pacienților care suferă de depresie înaintea tratamentului prin testosteron). Simptome ce pot semnala un nivel scăzut de testosteron sunt : apetit sexual scăzut; disfuncție erectilă; oboseala generala și lipsa energiei; pierderea masei musculare; dificultăți de concentrare; depresie; irascibilitate; nivel scăzut în ceea ce privește starea de bine și respectul de sine. Administrarea sub orice formă și dozaj trebuie făcută doar în urma consultării medicului.

## Variația sa în funcție de vârstă

### Adolescența
În perioada adolescenței la băieți începe secreția testosteronului. Apar numeroase caracteristici masculine: Apariția pilozității pe față; maturizarea organelor sexuale; creșterea masei musculare; apariția pilozității în alte părți ale corpului; îngroșarea vocii, precum și alte caractere.

### Andropauza
Andropauza este un proces de imbătranire sexuală a bărbatului, fiind caracterizată prin scăderea producției de testosteron. Consecințe ale andropauzei pot fi scăderea pilozității, a forței, a masei musculare, a activității cerebrale. Bărbații de asemenea pot prezenta efecte fiziologice, la fel ca și menopauza la femei. Aproape o treime din bărbații trecuți de 60 ani au niveluri destul de reduse ale testosteronului, pentru a obține și menține o erecție.